# Блинов, Роман Андреевич
Роман Андреевич Блинов (3 марта 1986, Алейск — 5 июня 2023) — российский военнослужащий, старший лейтенант, заместитель командира по военно-политической работе мотострелковой роты. Герой Российской Федерации (посмертно, 2023).

## Биография
Родился 3 марта 1986 года в Алейске Алтайского края.
В 2003 году окончил Уссурийское суворовское военное училище.
В 2008 году закончил обучение в Новосибирском высшем военном командном училище.
В 2008—2009 годах принимал участие в контртеррористической операции в Чеченской Республике.
В 2009—2010 годах проходил службу в Республике Дагестан.
С декабря 2022 года принимал участие во вторжении России на Украину.

## Награды
Указом Президента России Владимира Путина 18 августа 2023 года за «мужество и героизм, проявленные при выполнении боевого задания» удостоен звания Героя Российской Федерации посмертно.

## Общественные почести
14 ноября 2023 года на Аллее героев Уссурийского суворовского военного училища установлен бюст герою РФ, старшему лейтенанту Роману Андреевичу Блинову.